# Horst Biesold
Horst Biesold (7 septembre 1939-4 octobre 2000) est un professeur et historien allemand pour les sourds à Brème, connu pour avoir découvert un crime nazi sur les sourds allemands.

## Biographie

### Carrière avec les sourds et la découverte
En 1975, Horst Biesold est un enseignant d'élèves sourds à Brême. Horst est entendant, mais a des amis sourds par le biais du sport organisé par les sourds. Après avoir découvert qu'un de ses amis sourd fut stérilisé par le gouvernement nazi, Horst décide de faire de la recherche sur la stérilisation des sourds. 
Interviewant plus de 1000 sourds victimes, il publie en 1988 son unique œuvre : Crying Hands.

### Vie privée
Horst était marié à Ilse et avait 2 fils, Lars et Sven.

### Fin de vie
Se sachant atteint du cancer, le 13 août 1999, il donne une copie de son œuvre à Gerd Leienbach qui l'a beaucoup aidé sur la recherche des victimes sourdes sous l’Allemagne nazie. Horts Biesold meurt le 24 octobre 2000.

## Œuvres
- Crying Hands, Eugenics and Deaf People in Nazi Germany, 1999 (titre original : Klagende Hände, 1988)